# 下村博文
下村 博文（しもむら はくぶん、1954年〈昭和29年〉5月23日 - ）は、日本の政治家。元衆議院議員（9期）。
自由民主党政務調査会長（第59代）、自由民主党選挙対策委員長（第7代）、文部科学大臣（第18代・第19代）、内閣官房副長官、文部科学大臣政務官、法務大臣政務官などを歴任。自由民主党では憲法改正推進本部長、幹事長代行（第4代）、総裁特別補佐、副幹事長、国会対策副委員長、東京都連会長、国会では、衆議院法務委員長、議院運営委員会理事などを歴任。あしなが育英会の副会長を務めた。全日本剣道道場連盟現全日本剣道道場連盟会長。

## 来歴

### 生い立ち
群馬県群馬郡倉渕村（現・高崎市）で生まれ、現住所は東京都板橋区西台4丁目に置く。1963年の小学3年時に父親がオートバイの飲酒運転で他界し、母は3児をパート勤務で育てる。交通遺児育英会の交通遺児奨学生第1期生となり、群馬県立高崎高等学校、早稲田大学教育学部社会科社会科学専修を卒業する。大学4年時に友人らと小学生対象の学習塾「博文進学ゼミ」を開設した。
早稲田大学時代に雄弁会で幹事長を務めた経験などから、政治家を志す。

### 東京都議会議員
1985年の東京都議会選挙に板橋区選挙区（定数5）から新自由クラブ公認候補（社民連・民社党推薦）として立候補するも、得票数7位で落選する。
1989年の都議選に民社党・社民連・進歩党・サラリーマン新党推薦の無所属候補として初当選し、1993年東京都議会選挙にも自民党公認で立候補して当選する。都議会では厚生文教委員会委員長などを歴任した。

### 衆議院議員に初当選
1996年に第41回衆議院議員総選挙で東京11区から自民党公認で立候補して初当選する。当選後は清和政策研究会へ入会する。1996年に自民党青年局長安倍晋三の下で同次長を務める。
2000年に第42回衆議院議員総選挙で再選され、自民党「明日を創る会」に参加する。2002年に衆議院議事進行係に就き、自民党の文部科学部会副部会長を務める。2003年に法務大臣政務官に就く。2005年に文部科学大臣政務官に就く。未来を見据えた教育のあり方、法整備に関する官民学の勉強会を立ち上げる。自民党副幹事長に就き、皇室典範改正に慎重な姿勢を見せる。2014年1月28日の定例記者会見で、「いわゆる“自虐史観に基づいた歴史教科書”について、学習指導要領解説の改定を行った」とを表明した。9月26日に安倍内閣の内閣官房副長官に就任。幼保一元化を推進するための制度改革に着手する。福田康夫内閣で「留学生三十万人計画」委員会委員長を務める。
2009年の第45回衆議院議員総選挙に自民党から出馬し、新党日本新人の有田芳生を約3500票差の僅差で破り、5選。2010年9月に自民党シャドウ・キャビネット「影の文部科学大臣」を務めた。

### 第2次安倍政権
2012年9月26日の自由民主党総裁選挙で安倍晋三が党総裁に当選すると、10月に自民党は教育再生実行本部を設置し、下村は同本部長を務めた。
2012年12月発足の第2次安倍内閣に文部科学大臣兼教育再生担当大臣として初入閣する。
2013年9月に第32回夏季オリンピック東京大会並びに第16回夏季パラリンピック東京大会開催が決定したことを受け、9月13日付で国務大臣の所管事項として「2020年オリンピック・パラリンピック東京大会の円滑な準備に資するため行政各部の所管する事務の調整」 を担当し、新設される東京五輪担当相を兼任する。
2014年12月24日の第3次安倍内閣で文部科学大臣（教育再生担当、国立国会図書館連絡調整委員会委員、東京オリンピック・パラリンピック担当）に再任される。2015年6月25日に専任の五輪担当相が設置され遠藤利明が任命されたことに伴い東京オリンピック・パラリンピック担当の兼務からは離れた。メイン会場となる国立競技場の整備や競技力向上は文部科学省の所管として引き続き担当する。
2015年10月7日に内閣改造に伴い、大臣を退任して総裁特別補佐 と特命担当副幹事長 を務める。
2016年8月3日に自民党幹事長代行となる。
同年9月、東京都知事選敗戦の責任をとって辞任した石原伸晃に代わり自民党東京都支部連合会の会長に就任したが、2017年7月都議選惨敗の責任を取り辞任する意向を示す。
2018年1月25日に細田派の事務総長となる。
同年11月15日午前に東京都内のホテルで講演し、憲法改正論議に消極的な一部野党の姿勢を「職場放棄」と批判したことについて、「党の憲法の責任者にもかかわらず、野党の皆さんに不快な思いをさせ、おわびしたい」と謝罪し、下村は野党側の反発を受け、内定していた憲法審の幹事就任を13日に辞退したが、委員としては残る意向を示している。
2019年9月11日に第4次安倍第2次改造内閣が発足すると、下村は自民党選挙対策委員長となり細田派の事務総長を退任する。

### 自民党政務調査会長
2020年9月16日に菅義偉内閣が発足。これに伴い、自民党政務調査会長に就任。
2021年1月26日に自民党の「保守団結の会」所属議員らの「国旗損壊罪」を盛り込んだ刑法改正案の議員立法での提出を政調会長として容認した。
5月3日に日本会議が主導する団体「美しい日本の憲法をつくる国民の会」の集会「第23回公開憲法フォーラム」に出席。緊急事態条項の創設に向け「今回のコロナを、ピンチをチャンスとしてとらえるべきだ」と発言した。
8月18日に菅義偉総裁の任期満了に伴う次期自民党総裁選への出馬を検討していることが報道された。8月23日、参院細田派を束ねる世耕弘成参院幹事長に支援を要請したが拒否された。同月30日、下村は朝の街頭演説で総裁選について「準備している」と述べていたが、演説後、菅に呼ばれ官邸で会談。菅から、立候補するのか政調会長を辞任するのか決断を迫られ、立候補を断念した。
9月29日に自民党総裁選が行われ、岸田文雄が当選。10月1日に自民党政務調査会長を退任。総裁選で安倍の後ろ盾を受けて立候補した高市早苗が後任の会長に就任した。
10月31日の第49回衆議院議員総選挙で、比例東北ブロックから移った立憲民主党現職の阿久津幸彦ら3候補を破り、9選。
2022年7月8日に安倍晋三が奈良市で射殺される事件が発生し、7月19日に安倍派（清和政策研究会）の幹部会合に出席。7月21日に安倍派は事件後初となる総会を党本部で開いた。会長代理の塩谷立と下村ら幹部が合議し、当面は現体制を維持すること、安倍の後任の派閥会長は空席とし、派閥名称も変えないことなどを決定した。
8月1日に月刊誌『正論』9月号が発売され、森喜朗の「少なくとも2年か、3年のうちに、5人のうちで自然に序列が決まっていく」の談話が掲載される。5人は松野博一、西村康稔、萩生田光一、高木毅、世耕弘成を指し、森は「みんなの一致していることは、下村博文だけは排除しようということ」と語る。この頃から松野らは「安倍派5人衆」と俗称される。
2023年7月6日に港区赤坂の日本財団ビル3階の森事務所で、下村は「何とか私を会長に」と頼み「今までのご無礼をお許しください」と土下座し、森は「君は私に無礼を働いたのか。その自覚があるのなら私は絶対に許さない。帰ってくれ」と応じた、と報道される。8月31日の総会で、塩谷を座長に萩生田、世耕、松野、西村、高木の5人が入る常任理事会15人の集団指導体制が決まる。森の意向で下村は外され、5人衆と対立して押し切られた、と報じられた。9月21日の常任幹事会で下村は顧問となる。

### 裏金問題と落選
2024年1月1日に自民党5派閥の政治資金パーティーの裏金問題で朝日新聞は、安倍派の所属議員が販売ノルマを超えて集めた分を派閥側に納入せずに懐に収めた「中抜き」の総額は、2018年 - 2022年の5年間で少なくとも約8000万円に上ると報じた。「中抜き」は十数人の議員で1千数百万円から数十万円とされ、事務総長経験者は下村が約500万円であった、と語る。安倍派の直近5年間の裏金はキックバック分とあわせると6億円とされる。4月4日、党は下村を党員資格停止1年とする処分を決定した。
元栃木県足利市長の大豆生田実は裏金事件など問題が噴出する自民党に憤り、「問題の震源地で出馬したい」と日本維新の会に打診した。維新はそれに応え、2024年5月29日、大豆生田は縁もゆかりもない東京11区の支部長に就任した。
同年10月9日、自民党は衆議院議員選挙（10月27日執行）の第1次公認候補として、小選挙区265人、比例代表14人の計279人の擁立を発表した。裏金事件に関係した現職と元職のうち12人を非公認とし、その中に下村も含まれた。10月13日に板橋区で公開討論会が行われ、司会者は「裏金のあった候補者は当選すれば『みそぎ』が済んだと言えるか」と質問した。当時の立候補予定者の下村、立憲民主党元職の阿久津幸彦、日本維新の会の大豆生田実、日本共産党公認の伊波政昇の4人は〇×式で回答したが、下村だけが「〇」としたため、会場がどよめいた。
同年10月15日、総選挙が公示され、東京11区からは無所属の下村、阿久津、大豆生田、伊波ら計5人が立候補した。10月17日から18日にかけて各紙は序盤情勢を発表。読売新聞は「阿久津と下村がしのぎを削る」と報じ、毎日新聞は「下村と阿久津が横一線の争い。下村は自民支持層の約3割をまとめた」と報じた。10月23日、しんぶん赤旗は、自民党が裏金問題で非公認となった候補の所属支部にそれぞれ2000万円を支給していたことをスクープした。同紙の報道により終盤情勢は一変した。世界平和統一家庭連合（旧統一教会）との関わりも影を落とした。有権者の間には、2015年に教団の名称変更が認められた際に下村が所管する文科相を務めていたことなどへの疑念もくすぶり続けた。10月27日、総選挙執行。投票締め切りの20時直後にNHKなどは阿久津の当選確実を報じ、阿久津は通算5期目の当選を果たした。無所属の下村は議席を失った。裏金事件に関係した候補者は18勝28敗だった。
2025年7月30日、自民党は次期衆院選の公認候補予定者となる東京11区支部長に下村を選任した。4月に党員資格停止の処分期間が満了していた。

## 人物
世界統一教会の関連団体から陳情を自民党の公約に反映させる指示を出していたことが、関連団体の幹部に告発される。
霊感商法について、2022年8月31日に自民党は役員会で、党と旧統一教会（現・世界平和統一家庭連合）の関係を断絶する方針を決定し、2023年5月26日に下村を含む自民党議員が多数参加した憲法改正イベント「安倍晋三名誉会長を偲び、新しい憲法を制定する推進大会」に旧統一教会の信者が多数参加し、会場準備のボランティアとして携わった。

### 統一教会関係者との交流
- 2012年3月5日、下村が代表を務める「自由民主党東京都第11選挙区支部」は、統一教会の関連団体「世界平和女性連合」に会費15,000円を支払った[85]。
- 2013年2月、統一教会の元広報委員長の阿部正寿は、エマヌエル阿部有國の筆名で『安倍政権の強みがわかる―日本 [精神] の力』（平成出版）を出版。同月7日、出版記念パーティーが憲政記念館で開かれた[86][87]。下村は同パーティーに、上野通子、義家弘介、磯﨑仁彦、中川秀直とともに出席した[88][89]。阿部は現在、統一教会の関係団体「世界戦略総合研究所」の会長を務めている[86]。
- 2012年4月26日、「世界戦略総合研究所」が東京都江東区のティアラこうとうで定例会を開催。下村は同会合に参加し、講演をした[87]。
- 世界日報社の月刊誌「ビューポイント」2013年3月号、2014年2月号、2014年12月号それぞれに下村のインタビューが掲載され、おもに教育改革について[90]いずれも下村の大臣室でインタビューした写真が掲載される。2014年2月号で「ダボス会議に安倍総理と私が行って」 「日本から世界を変えていく貢献をしたいという精神的なことを発信していきます」と語る[91]。「ビューポイント」で3回表紙に載る[91]。
- 2013年秋、下村の政治団体「博友会」が開いた政治資金パーティー[92]に、国際勝共連合の会計責任者と世界日報社の政治部長が出席し、それぞれ会費2万円を支払った[90]。
- 2014年6月24日、上記の会計責任者が、統一教会の関連団体「世界平和連合」（会長は国際勝共連合代表の梶栗正義）の代理人として下村に連絡をとり、「道徳教育の強化についての要望を行いたい」との陳情をした[93]。
- 2014年9月17日、世界日報社の政治部長は「博友会」の政治資金パーティーに出席し、会費2万円を支払った[90]。
- 加計学園の闇献金問題が報じられた際、下村が2013年から2014年にかけて開いた定期会合やクリスマス行事などの出欠表がメディアに渡った。当該出欠表によって、その2年のあいだに、世界日報社の木下義昭社長が計6回、前述の国際勝共連合の会計責任者は計9回、世界日報社の政治部長は計12回出席していたことが明らかとされた[90]。
- 2016年3月16日、下村が代表を務める「自由民主党東京都第11選挙区支部」は、統一教会の関連企業「世界日報社」から6万円の献金を受け取った[94]。

### 名称変更問題
統一教会は1994年5月に本国の韓国で「世界平和統一家庭連合」に名称を変更。日本においても1997年、名称変更を求め、文部省が所管する文化庁に相談をした。しかし霊感商法や合同結婚式が社会問題になっていたことを踏まえ、同庁は「教義など団体の実体に変化がないと名前は変えられない」として申請を拒否。長い間改称には至らなかった。下村が文部科学大臣を務めていた2015年6月2日、統一教会が名称変更の申請書を提出すると、文化庁は一転してこれを受理。同年8月26日付で名称変更が認証され、晴れて「世界平和統一家庭連合」となった。
2020年12月1日、元文部科学次官の前川喜平がTwitterを更新し、統一教会の改名経緯について下記した。「1997年に僕が文化庁宗務課長だったとき、統一教会が名称変更を求めて来た。実体が変わらないのに、名称を変えることはできない、と言って断った」
2022年7月8日に安倍晋三が奈良市で射殺される事件が発生し、9日にフランスの『フィガロ』『レゼコー』などが、実行犯の男が供述している宗教団体は統一教会であると報道する。11日午後から日本で統一教会と政治家との繋がりが大手メディアで取り沙汰された。統一教会が1997年以降申請し続けていた名称変更の申請が、第二次安倍政権下の2015年に認められた件をめぐり、当時文科相の下村の背景も注目された。7月13日に下村はツイッターで「名称変更については、書類が揃い、内容の確認ができれば、事務的に承認を出す仕組みであり、大臣に伺いを立てることはしていない。今回の事例も最終決裁は、当時の文化部長であり、これは通常通りの手続きをしていた」と釈明した。
7月21日発売の「週刊文春」7月28日号が、統一教会の関連団体幹部が2014年6月に下村に陳情していたこと、関連団体が下村の政治団体に対し献金や会費を支払っていたこと、教団関係者が頻繁に下村が開いた会合に出席していたことなどを報じた（後述）。同号が発売された日、記者団が下村に「名称変更の決定に大臣として関与したか」と質問すると、下村は「全く関わってません」「文化庁の担当者から、名称変更の書類が来たことは、事前に報告があった」「名称変更については部長の判断で了承するということである。（部長が）了承した後、当時の大臣である私に報告があった」と答え、関与を否定した。
前川喜平は「部長レベルでは方針変更を決定できない。しかも旧統一協会と自民党の関係はみんな知っているからより慎重になる。政治的圧力があった可能性が高いと思う」と指摘。21日の下村の発言を受け、「事前の報告があった時点で、下村氏は指示をしているはず。役所は何の指示も与えられなけば前例を踏襲する。だから大臣の指示を仰いで、大臣の指示があったとしか考えられない」と述べた。
7月21日、日本共産党は、統一教会をめぐる問題の追及チームを立ち上げ、名称変更が行われた経緯などについて、国会で追及することなどを確認した。7月22日、共産党衆議院議員の宮本徹が文化庁宗務課に確認すると、同庁は下村に事前説明をしたことを認めた。7月26日、宮本徹は『「統一協会」の名称変更の決裁文書、文化庁から資料として提出がありましたが、なぜか、名称変更理由（規則変更理由〉は、墨塗り。ここは、墨塗りしてはならないと思います。隠さなければならない事情が書かれているのでしょうか。開示を求めます。』とツイッターに投稿した。
「世界基督教統一神霊教会（通称：統一教会）」から「世界平和統一家庭連合」への名称変更が認証された当時の下村の“支援者名簿”に、統一教会の関連団体幹部5名が記載されていたことを、7月27日に文春オンラインが報じた。名簿に記載されていたのは、統一教会系の団体である世界戦略総合研究所の会長と事務局次長、統一教会の機関紙である世界日報社の代表取締役社長と編集局次長、統一教会系の団体である世界平和女性連合の東京第六連合会の事務局長だった。統一教会によれば、「世界戦略総合研究所」会長は、「1970年代に教団の広報委員長を務めていた」人物だった。
認証前年の2014年には、当時大臣だった下村は統一教会系の世界日報社が発行する月刊誌のインタビューに応じ、その記事が掲載された。
全国霊感商法対策弁護士連絡会の山口広代表世話人は、《警視庁は当初、統一教会の松濤本部までガサ入れする方針だったのに、警察庁出身の自民党有力議員から圧力がかかり、強制捜査は渋谷教会などにとどまった。この話はいろんなところから何回も聞きました。》（中略）《私どもは宗務課に「名称変更を認証しないでください」と何度も申し入れましたし、担当者も「そんなことはしませんよ」と応じていた。そうした中での突然の認証でしたから、非常にビックリして「なぜ認証したんですか！」と抗議に行ったんです。すると、担当者は「言えません」と。》（中略）《一方で、「幸福の科学大学」の新設は14年に不認可とした。そっちができて、こっちはなぜできないのか。そう言いたくはなりますよね。》と、2022年08月01日に語った。

### 統一教会および全国教育問題協議会との関係
- 2010年の時点で統一教会関係者だと判明していた人物A（wikipediaの方針に従い伏せる）が役員を務める[113][114][115][116][117]団体、全国教育問題協議会（全教協）の機関誌『教育問題16号』（2020年9月刊行）に、下村は寄稿した[118]。
  - Aは、1975年に行われた統一教会の合同結婚式に参加し、韓国人と結婚しており、江利川安栄統一教会会長（第7代）の側近を務めた人物であり、内部文書が公開された2010年当時、全教協で事務の仕事をしていた[114]。2020年9月の時点では全教協の役員を務めていた[116][117]。

### その他
- 2009年の衆院選で、旧統一教会問題を追及してきた有田芳生が出馬し、約3500票と僅差に迫られた。自民党関係者らは、地盤強化を図る下村に対し、有田を共通の敵とする統一教会は下村の支援に力を注いだと語る[119]。
- 細川珠生は著書[120] の中で、下村を「日本を変える次世代リーダー10人」の一人に選んだ。
- 崇教真光において講演し[121]、同団体の52周年秋季大祭において来賓挨拶し[122]、月並祭へ参加した[123]。
- 2018年に、霊感商法で損害賠償請求のでた自称霊能力者の宗教法人管長の女性から10万円の政治献金を受けていた[124]。法人や管長らは、家庭問題や体調不良に悩んで除霊を受けた女性に「水子の霊がついている」などと言って不安をあおり、「守護霊のパワーアップ」などの名目で多額の金を払わせたとして2012年4月、名古屋地裁から「反社会的で違法な行為」と指摘され約610万円の支払いを命じる判決を受けていた[124]。
- 日本学術会議について、「2007年以降答申が出ておらず、活動が見えていない。ちょっと色々な課題があるのではないかと我々は思っております」と語った[125]。
- 櫻井よしこは、政界で最も誠実な人物を3人挙げるとしたら、その1人には下村を入れるとしている[126]。
- 2017年5月、安倍首相（当時）が清和政策研究会を背負う人物の１人として名前を挙げた[127][128][129]。
- 2021年5月26日発売の『月刊Hanada』7月号に掲載されたインタビューで、安倍は「ポスト菅」候補として、下村、茂木敏充、加藤勝信、岸田文雄の4人の名を挙げた[130][131]。下村は同日の記者会見で「光栄なことだ」とコメントした[132]。

## 不祥事

### 「博友会」に関する政治資金規正法違反の疑い
2015年4月23日、東京地検は任意団体「博友会」が政治団体の届け出をせずに政治活動を行ったとして大阪市の「政治資金オンブズマン」が提出していた政治資金規正法違反罪での告発状を受理した。その後、2016年11月22日に不起訴となっており、ロイター通信や産経新聞は嫌疑なしと判断されたものと推察している。

### 無届けの政治団体への不正な寄付
下村の後援会が無届けの政治団体として政治活動をしたり、不正な寄付があるとの疑惑が報じられた。下村は、指摘の団体は政治活動を行わない任意団体であるとし、「事実確認が不十分な報道で、強い憤りを感じる」、「年1回程度講演はしているが、政治活動は行っていない」、「運営にも関与しておらず、講演の謝礼や交通費は一切受け取っていない」と疑惑を否定している。一方、下村を支援する団体の年会費の一部が、同氏が代表を務める政党支部「自由民主党東京都第十一選挙区支部」への献金として処理されていた、と報じられたことに対し、「任意団体は私の政治活動とは無縁で、会費を集めていたとは知らなかった」、「個人から頂いた寄付は適正に処理している」と述べた。

### 自民党支部への反社会的勢力の献金
日本共産党機関誌のしんぶん赤旗が下村が代表である「自由民主党東京都第十一選挙区支部」が、反社会的勢力と関係のある個人や企業から献金を受けていたと報じたことについて、下村は、「反社会的勢力との関係があるとの報道に気づいた」り、「代表者が日本人でないと分かった」としてすでに返金していると述べている。これら一連の件に対し、官房長官の菅義偉は、記者会見で「（下村氏は）十分説明責任を果たしたと思うし、違法性は全くないと考えている」と述べている。
元塾経営者男性からの10万円の寄付について、国会答弁で「受けていない」としていたが、後に誤りだったこと認めた。下村は、事務所の調査により男性個人からの寄付が判明したとして、「事務方のミスで、献金を受けた事実が判明した。速やかに返したい」と述べている。
支援団体に対して下村側は、取材に応じないことを依頼する「口止め」ともとれるメールを送った。団体側は、下村の秘書官から「大臣より取材の要請が来ても応じることなく、無視でお願いと申しております」「大臣になりますと、あらゆる疑いをかけられ、ないことを書かれますので、取り合わないようお願い致します」と依頼された、と語る。3月5日に下村は事実関係を認め、「当然、私が指示したものではない」と述べた。
「自由民主党東京都第十一選挙区支部」に、下村を支持する任意団体の会費が流れ、献金として処理されていた。下村は会費として処理されたのは599万円であることを明らかにした上で「不適切だった」とし、処理をやめさせた旨を述べた。
しんぶん赤旗や週刊文春で、下村が支部長を務める自民党支部に反社会的勢力からの寄付があるなどの報道について、下村は衆議院予算委員会の質疑応答で、大阪の件については代表が日本人でなかったので返金したとし、反社会的勢力との関係が疑われる名古屋の進学塾元代表の件についても返金したと答えた。朝日新聞は予算委員会の質疑で下村が否定した年（2009年8月8日）にも、名古屋の進学塾元代表からの寄付はあったのではないかとする追加取材を行ったところ、下村はこれを認め、返金すると返答するに至った。

### 文科相在任時の特定パーティー開催
文部科学大臣在任時の2014年11月に下村が開催したパーティーの収入1156万円であり、同5月に下村が代表の「博文会」が開催したパーティでは収入1025万円であった。下村の事務所は毎日新聞や読売新聞の大臣規範との関連を尋ねる取材に対し、「毎年恒例に開催しているパーティーであり特に大臣に就任したことを契機に開催したものではないので規範に抵触するものではない」と回答している。

### 自民党支部への学校法人の違法献金問題
下村が代表を務める自民党東京11区支部に、文科省から補助金、計1660万円を交付された二つの学校法人から計10万8千円の寄付を受けたと収支報告書に記入していたが、役員からの献金である、と修正した。朝日新聞の報道によれば、政治資金規正法は補助金を受けた法人の寄付を制限しているが、役員ら個人については規定がない。これについて、下村の事務所は「誤解していた」と釈明した。
しんぶん赤旗などは、下村が支部長を務める自民党支部が進学塾や予備校などの教育関連企業から、7年間で1300万円近い献金を受け取っていたと報じた。しんぶん赤旗は、献金企業の代表者の中に教育再生実行会議の有識者委員がいるとし、週刊金曜日はその委員が成基代表の佐々木喜一であると報道した。下村は週刊金曜日の取材に対し、佐々木代表からの寄付は委員就任前に全て返納したと答えていたが、翌2014年の政治資金収支報告書に再び同委員からの寄付があることが判明した。
下村が代表を務める党東京11区支部が、文科相在任中の2014年に教育関連のNPO法人から10万円、大手出版社三省堂から10万円の献金を受けている。下村の事務所は東京新聞の取材に対し、「法的に問題ないが、道義的な趣旨に鑑みて適切な処理を今後検討したい」と回答している。NPO法人は「法人代表個人の献金が、手続きミスで法人名となった。誤解を招かないよう訂正をお願いしている」と述べている。

### 政治資金パーティー収入の裏金問題
2023年12月1日、朝日新聞が、自民党5派閥が開いた政治資金パーティーをめぐる問題で、清和政策研究会（安倍派）が、所属議員が販売ノルマを超えて集めた分の収入を裏金として議員側にキックバックする運用を組織的に続けてきた疑いがあるとスクープした。安倍派は2018～2022年に毎年1回パーティーを開き、計6億5884万円の収入を政治資金収支報告書に記載している。一方、収入・支出のいずれにも記載していない裏金の総額は直近5年間で1億円を超えるとされ（のちに5億円に修正）、共同通信は「実際のパーティー収入は少なくとも8億円前後に膨らむ可能性がある」と報じた。清和政策研究会の政治資金収支報告書の記載内容は下記のとおり。
| 年月日        | パーティー名                 | 会場               | 収入        | 購入者数 | 出典  |
| ------------- | ---------------------------- | ------------------ | ----------- | -------- | ----- |
| 2018年5月22日 | 清和政策研究会との懇親の集い | 東京プリンスホテル | 2億802万円  | 7,021人  | [171] |
| 2019年5月21日 | 清和政策研究会との懇親の集い | 東京プリンスホテル | 1億5338万円 | 5,177人  | [172] |
| 2020年9月28日 | 清和政策研究会との懇親の集い | 東京プリンスホテル | 1億262万円  | 3,464人  | [173] |
| 2021年12月6日 | 清和政策研究会との懇親の集い | 東京プリンスホテル | 1億2万円    | 3,376人  | [174] |
| 2022年5月17日 | 清和政策研究会との懇親の集い | 東京プリンスホテル | 9480万円    | 3,200人  | [166] |
| （合計）      |                              |                    | 6億5884万円 |          |       |
パーティー券は通常1枚2万円であるため、販売枚数が推計できるが、枚数に対する購入者の比率は2018年から2022年にかけてすべて「0.675」で統一されている。日本大学名誉教授の岩井奉信は「絶対にあり得ない」とし、安倍派は政治資金収支報告書に架空の購入者数を記入したとみられる。
同年12月18日、資金管理団体「博文会」と後援団体「博友会」の共催によるクリスマス会がホテルメトロポリタンで開かれた。このときまでに安倍派座長の塩谷立と5人衆の松野博一、西村康稔、萩生田光一、高木毅、世耕弘成の中枢幹部6人全員が派閥から多額のキックバックを受けていたことが明らかとなっていた。松野、西村は閣僚を事実上更迭され、萩生田、高木、世耕も党要職を解かれた。一方、下村は2018年1月から2019年9月まで安倍派の事務総長を務めていたにもかかわらず、無傷のままだった。東京地検特捜部の情報源になっているのではと疑う安倍派の議員が多い中、下村は会費を徴収するクリスマス会を堂々と開催し、壇上で情報源疑惑を否定するとともに、「2019年と2020年に計18万円のキックバックがあった」と語った。12月22日、安倍派においては、議員側の「中抜き」を含む3つのパターンで裏金づくりを行っていたことが関係者の証言により明らかとなった。
同年12月30日、下村が東京地検特捜部から任意で事情聴取を受けていたことが明らかになった。
2024年1月1日、朝日新聞は、議員側が販売ノルマを超えて集めた分を派閥側に納入せずに懐に収めた「中抜き」の総額は、2018年 - 2022年の5年間で少なくとも約8000万円に上ると報じた。「中抜き」は十数人の議員で1千数百万円～数十万円が確認され、事務総長経験者では下村が約500万円だったことが明らかとされた。安倍派の直近5年間の裏金はキックバック分とあわせると6億円近くになる。
同年1月11日、時効にかからない2018年以降の歴代事務総長、下村、松野、西村、高木の4人はいずれも任意聴取で会計責任者との共謀を否定し、そのうち複数が、資金のキックバックは事務局長から会長に直接報告される「会長マター（案件）だった」と供述していたことが、毎日新聞の報道により明らかとなった。報道を受けてテレビの情報番組や一部メディアなどでは「死人に口なし」との指摘がなされ、立憲民主党の小沢一郎は「彼らの主張が事実とすれば、組織犯罪を主導していた人物が、総理や衆院議長をやっていたことになり、日本の信用に関わる」と自身のX（旧ツイッター）に綴った。
同年1月19日、東京地検特捜部は安倍派会計責任者の松本淳一郎を政治資金規正法違反（虚偽記入）の罪で在宅起訴した。1月26日、特捜部は下村ら安倍派幹部7人について、会計責任者との共謀は認められないとして不起訴（嫌疑なし）とした。
同年4月4日、党は党紀委員会を開き、下村を党員資格停止1年とするなど、安倍、二階両派の議員ら39人への処分を決定した。
同年10月13日に行われた東京11区の立候補予定者たちによる討論会で下村は「不記載が5年間で476万円あった。『裏金』作りではなく収支報告でしっかりとやっている。不信感があるので、全額寄付をして、自分なりにけじめをつけていきたい」と説明した。
2025年2月27日午前、衆議院予算委員会は、会計責任者の松本淳一郎に対する非公開の聴取を都内のホテルで実施した。松本は「2022年7月下旬に『今は現職ではない』議員にキックバックの再開を求められた」と証言し、同年8月5日に西村、世耕、塩谷、下村の4人が行った幹部会合でキックバックの継続が決まったと説明した。安住淳委員長は聴取後、国会内で記者会見を開き、再開を求めたとされる安倍派幹部は下村か塩谷の「2人のうちどちらかになるのでは」との認識を示した。2月27日正午頃、下村は自身のX（旧ツイッター）で、「私自身は還付再開を松本淳一郎氏に指示したことも、還付再開を決定した場にいたという事実は一切ありません」と投稿した。
同年2月28日、朝日新聞が、2023年から24年にかけて東京地検特捜部が松本に対して行った聴取内容をスクープ。松本の供述により、キックバックの再開を求めた幹部は下村であることが明らかとされた。

### その他
- 資金管理団体「博文会」が東京都内の婦人服卸会社に「書籍代」として25万円余りを支払っていたことが、2015年分の政治資金収支報告書から発覚した。実際は社名が酷似している千葉県内の企画会社に支払われており、下村事務所は毎日新聞の取材に対し誤記載を認め、収支報告書を訂正した[202]。

- 外国人が代表を務める3社から60万、12万、24万、合計96万円を政治献金として受け取っていた、この献金は外国人だとわかったことから返金したことを明らかにしている[203]。

- 2017年6月29日、加計学園からの献金疑惑が週刊文春で報道されたことに対し「全く事実に反する」と否定し、「学園から寄付もパーティー券の購入もしてもらったことはない」と述べた。週刊文春は、下村が文部科学大臣であった平成25および26年に、加計学園が下村を支援する政治団体「博友会」のパーティー券計200万円分を購入したにもかかわらず、博友会の収支報告書に記載がなかったとしている。下村は、「個人11人及び企業1社が20万円以下で購入し、秘書室長が現金を持参し領収書を作成した。加計学園が購入したものではない」と強調した。報道に関し、地域政党「都民ファーストの会」から都議選に立候補した元秘書が内部文書を持ち出した疑惑があるとし、「選挙妨害と受け止めざるを得ない」と話し、週刊文春が入手した内部文書は情報漏洩の疑いがあるとして、偽計業務妨害の罪などで刑事告訴を検討していることも明らかにした（しかし結局法的措置には出なかった）。この日急遽開いた記者会見では、都議選を控えている事を理由として「さらに疑念があれば丁寧にお答えしますが、選挙が終わってからにして頂きたい」と述べ、同日「反論表明」を行った。
- 2018年、霊感商法で損害賠償請求のでた自称霊能力者の宗教法人管長から10万円の献金を受けた。毎日新聞社は道義的に問題があるとする専門家の意見を掲載した[124]。

## 活動・政策

### 文教・科学技術政策
留学生支援
2007年 安倍首相（当時）の初訪米時、当時から懸念されていた米国における日本のプレゼンスの確保、増大、日米関係を支えるアメリカ側の人材育成など重要課題に取り組むために、官房副長官として官民学一体の会合をブレアハウスで開き、アメリカでの日本語教育、留学生支援を後押しした。文部科学大臣のときには、留学促進キャンペーンである「トビタテ!留学JAPAN」の一環として、制作発表時のAKB48の『トビタテ！留学JAPANスペシャルユニット』、GGJ採択大学など47大学の学生、文部科学省職員と共に踊る映像を1曲に編集したミュージックビデオ『トビタテ!フォーチュンクッキー 留学JAPANバージョン』がYouTube上に公開された。
国立大学の文系学部廃止・転換
第2次安倍内閣の文部科学大臣在任中、文部科学省は2014年に「国立大学改革プラン」を策定した。2015年6月8日には、国立大学の人文科学系、社会科学系、教員養成系の学部・大学院について「組織見直し計画を策定し、組織の廃止や社会的要請の高い分野への転換に積極的に取り組む」 ことを求めた決定を下村の名で通知した。
学習障害
家族がディスレクシア（識字障害）とLDである経験から、発達障害を含めた特別支援教育が必要な人たちに対し、重点項目の大臣枠として予算計上した。特別支援教育に対する高等学校等による発達障害のキャリア教育の充実を目指している。
小泉内閣で始まった構造改革特区では、不登校やLD児などの全国のNPO法人の代表に働きかけ、アメリカのチャータースクールなどの設立を教育特区で行うための勉強会を官民NPO団体共同で開催した、と自著で述べている。
パラリンピック支援
従来オリンピックのみだったメダリストへの報奨金について、パラリンピックのメダリストにも支給・増額する考えを示した。
スポーツ庁
文部科学大臣在任時の2015年10月1日、文部科学省の外局としてスポーツ庁が発足した。長官の任命権を持つ下村は、初代長官を「スポーツに精通し、リーダーシップとガバナンス能力を備えた人材から選ぶ」と述べ、ソウル五輪金メダリストの鈴木大地が就任した。
教育基本法の改正
元文科官僚の寺脇研は教育基本法の改正や道徳の教科化など、日本会議が求める政策は下村大臣時代に具現化しているとしている。
文部科学大臣補佐官の任命
平成27年2月6日に文部科学大臣補佐官に鈴木寛を任命した。
指定文化財補修の規制見直し
2014年、文科相だった下村は、漆による文化財補修の大手（国内シェア4割）である小西美術社のデービッド・アトキンソン社長から陳情を受け、指定文化財の補修に中国産漆の7割利用を規定した規制の見直しを決断した。日本産漆で補修できるのは日光東照宮、二荒山神社、輪王寺のみだったが、他の文化財補修でも、中塗り、上塗りに日本産漆が利用可能となる。この規制見直しによる追加予算は1億3700万円と試算される。元来の国の関連予算は81億3000万円。年間１トン程度の生産量であった日本産漆に寄与するとともに、鮮度や採取地などの問題で管理が困難な漆の品質向上により、指定文化財補修への寄与が期待されている。中国産漆の利用を義務付けていた理由について、安価な中国産の推奨や中国からのわいろより、変化を嫌う役人の事なかれ主義が原因であるととされる。
文化庁移転運動への対応
京都府知事を務めた山田啓二によれば、下村は文化庁の京都府への誘致活動に否定的であり、山田が文科相時代の下村に要望に訪れた際は「何で京都なんだ」と述べたとされる。一方で下村の後に文科相に就任した馳浩は移転に前向きであり、馳の就任を転機として京都への移転が決まった。

### 通商・経済政策
違法ダウンロード
違法ダウンロード刑事罰化・著作権法改正案を担当。公明党と共に提出、成立に尽力した。

### 歴史認識
歴史教科書問題
1997年、自民党内の議員連盟「日本の前途と歴史教育を考える議員の会」の設立に参加した。経緯については、「（以前より）もっと徹底したマルクス・レーニン主義による自虐史観の教育が行われていることに対し、とても看過できないということで、歴史教科書を考える議連をつくった」と述べている。日本の教科書検定基準に盛り込まれている近隣諸国条項を批判している。
慰安婦問題
第1次安倍内閣の内閣官房副長官だった2006年10月25日、東京・有楽町の日本外国特派員協会で講演し、従軍慰安婦問題で旧日本軍の強制を認めた1993年の河野談話に関して「私自身の今後の検討課題」としながらも、将来的には見直すことも必要だとの考えを示した。慰安所の設置・管理や慰安婦の移送については、2007年3月に自身の見解として「日本軍の関与はなかった」との認識を示した。
2021年4月、政府が慰安婦問題に関し、「従軍慰安婦」との表現を適切ではなく、「慰安婦」を用いるべきとする答弁書を閣議決定したことについて、「適切だ」とし、「今回の閣議決定は重い。今後、教科書に記述する場合、閣議決定にのっとった記述をしてほしい」と語った。

### 民法改正
夫婦別姓
2002年には例外的に夫婦の別姓を実現させる会に賛同していたが、その後は、「夫婦別姓というのは結果的に家族崩壊に繋がる」などとして、選択的夫婦別姓に反対としていた。2010年には、「夫婦別姓に反対し家族の絆を守る国民大会」に参加するなど反対活動を行っている。
しかし、2017年の朝日新聞によるアンケートにおいては、選択的夫婦別姓制度導入にどちらかと言えば賛成、とした。2024年のNHKによるアンケートにおいては、一転して反対としていた。

#### 同性結婚
同性結婚制度の導入に「どちらかと言えば反対」。
2019年9月21日に下村は「同性婚も改憲議論の対象に」の趣旨を述べたが、その3日前の2019年9月18日、宇都宮地裁は、憲法24条が婚姻を「両性の合意のみに基づく」としているのは「憲法制定当時は同性婚が想定されていなかったからにすぎず、同性婚を否定する趣旨とまでは解されない」と判示していた。
9月27日、同性愛者であることを公表している石川大我議員は、憲法改正の議論は自民党が改憲草案に挙げる憲法9条の改正や緊急事態条項の導入などを含めた「パッケージ」として考えなければならないと指摘し、立憲民主党など野党が6月に提出した同性婚を実現する法案「婚姻平等法案」が速やかな審議を求めた。
その後、2021年3月17日には札幌地裁が「（民法及び戸籍法の婚姻に関する諸規定及び憲法24条の規定は、）同性愛者のカップルに対する一切の法的保護を否定する理由となるものとはいえない」と判断し、2022年6月20日には大阪地裁が「憲法24条1項が設けられた趣旨は、明治民法における旧来の封建的な家制度を否定し、個人の尊厳の観点から婚姻が当事者間の自由かつ平等な意思決定である合意のみに委ねられることを明らかにする点にあることに加え、誰と婚姻をするかの選択は個人の自己実現そのものであって、同性愛者にも異性愛者と同様の婚姻又はこれに準ずる制度を認めることは、憲法の普遍的価値である個人の尊厳や多様な人々の共生の理念に沿うものでこそあれ、これに抵触するものでないことからすると、憲法24条1項が異性間の婚女因のみを定めているからといって、同性間の婚姻又はこれに準ずる制度を構築することを禁止する趣旨であるとまで解すべきではない」と判断した。

### 外交

#### 中国の人権問題
- チベットやウイグル、香港を念頭に、中国の姿勢について「深刻な人権侵害が生じており、決して看過できない」と発言している[238]。また、2021年3月31日の記者会見では、新疆ウイグル自治区のウイグル族らに対する人権侵害を非難する国会決議について、「ウイグル、内モンゴル、チベット、香港など、自由、民主主義、法の支配、基本的人権という価値からみて、非常に憂うるものが多々ある」とした上で、「その価値を持っている国々と連携して対応すべきだと思うし、その価値を有するわが国の立法府として、それをどこにおいても保証できるような世界をつくっていく意味で、国会決議をすべきだ」と語っている[239]。

#### チベット
- 2018年2月、チベット亡命政権ロブサン・センゲ主席大臣が日本の国会を訪問した際、日本チベット国会議員連盟の会長として出迎え、会合では「チベット人は、数千年の歴史の中で育んできた行動規範である平和と非暴力を貫いています。世界が戦争と暴力的対立に直面する中、チベット仏教文化は世界の平和と非暴力に大いに貢献することができます。」と述べた[240]。

### その他活動
親学
「親学」と呼ばれる教育論を推進している。

#### 宗教教育
2000年4月19日、国会で宗教教育の必要性を訴え、「宗教心をはぐくむような教育というものを積極的に学校教育の中にも入れる必要があるのではないかと思います」と発言した。

#### 刺激惹起性多能性獲得細胞
2014年、STAP細胞の検証実験を巡り、小保方晴子を加えることに意義はあるとした。
はだしのゲン閲覧制限問題
2013年8月21日、松江市教育委員会が市立小中学校において「はだしのゲン」の閲覧制限を行い批判を受けた件について、下村は、「子供の発達段階に応じた配慮は必要で、法的にも問題はない」と述べ、擁護した。「教育長が行った要請は適法であった、適切なものであったと理解しております」とも述べた。
山本太郎の園遊会における行為に際して
2013年に初当選した山本太郎参院議員が同年秋の園遊会で天皇明仁（当時）に直接、手紙を渡した問題で「田中正造が（明治天皇に）直訴して大問題になったことに匹敵する」と批判したが、のちに「田中正造に対して申し訳なかった」と田中正造に謝罪し、「山本さんは単なる無知だった感じがする」と述べた。
大相撲の女人禁制問題
2018年4月4日に行われた大相撲舞鶴場所にて、多々見良三が倒れた際に救命処置で土俵に上がった医療関係者の女性に対する、大相撲の女人禁制を優先した対応が物議を醸したが、下村は「例えば、女性が総理大臣になった時、（表彰などの際に土俵に）上がれないのはいかがなものか」と政治家として反対の立場を示しており、さらに「江戸時代は女性相撲があった。大相撲は昔から女性が土俵に上がれなかったのではなく、（上がれなくなったのは）明治以降の話だ」と歴史を引き合いに出している。
メディアの取材資料の取り扱いに関する失言
福田淳一財務事務次官のセクシャルハラスメント問題を取材したテレビ局女性記者が、取材時に録音した素材を週刊誌に渡したことについて、当該記者の行為を「ある意味で犯罪」などと述べた。後に「表現が不適切だった。撤回し謝罪する」とするコメントを発表した。

### 大連立構想
- 2019年7月23日、憲法改正のためには大連立構想はありうるとした。「大連立を組んで憲法改正に取り組むような覚悟もやっぱり必要になるのではないか。それぐらいの覚悟をもってやるということも、ひとつの考え方ではないか、ということを申し上げた。他党が、それで憲法議論に乗るということであれば、わたしは（大連立という）選択肢は十分にありうる話だと思う。」とBS11番組内で話した[250]。2007年にも自民党と民主党の大連立構想はあった。

### 憲法改正

#### 緊急事態条項
- 2023年12月、衆議院憲法審査会で、国際情勢を鑑みれば、「社会秩序と国民生活に深刻な影響を及ぼす事態への迅速な対応を可能とする緊急事態条項の創設が必要不可欠」と指摘し、速やかに具体的な条文案の策定と国会発議が行えるよう提案をしている。また憲法に緊急事態条項がないことについて「政治の不作為」との考えを示し、「緊急事態条項は、緊急時にも立憲主義を機能させようとするものであります。」と発言している[251]。

#### 自民党案について
- 2018年12月、自民党北海道連の憲法改正推進本部が開催した憲法研修会で講演し、「自衛隊明記が戦争の抑止力になることを丁寧に説明していくことが必要だ」と語った[252]。

- 2023年2月、派閥の会合で「憲法9条を含め、党のたたき台を議論するときに来ているのではないか」と語り、条文イメージの見直しを提起した[253]。

- 2023年3月、自民党が掲げる改憲4項目について、「時代に合わせた憲法議論をやり直す必要がある」と語り、見直しに言及した。また9条改正について自衛隊を明記することだけでは不十分との認識を示し、パンデミックやテロも想定に入れるべきと主張した[254]。

### 新聞社の政策アンケートへの賛否表明
- 憲法改正に、賛成[255]。
- 集団的自衛権行使可能への憲法解釈に、賛成[256]。
- 永住外国人への地方参政権付与に、反対[255]。
- 日米関係重視[255]。
- 原発ゼロ政策に、反対[256]。
- 普天間基地の辺野古移設に、賛成[256]。
- 女性宮家創設に、反対[256]。
- TPP参加に、賛成[257]。

## 略歴
- 1972年（昭和47年） 群馬県立高崎高校卒
- 1979年（昭和54年） 早稲田大学教育学部社会科社会科学専修卒
- 1989年（平成元年） 東京都議会議員初当選
- 1993年（平成5年） 東京都議会議員二期目当選
- 1996年（平成8年） 衆議院議員初当選
- 2000年（平成12年） 衆議院議員二期目当選
- 2002年（平成14年） 法務大臣政務官
- 2003年（平成15年） 自民党副幹事長
- 2003年 あしなが育英会副会長
- 2003年 衆議院議員三期目当選
- 2004年（平成16年） 文部科学大臣政務官
- 2005年（平成17年） 衆議院議員第四期目当選
- 2006年（平成18年） 内閣官房副長官
- 2006年 日本ユネスコ国内委員会委員
- 2009年（平成21年） 衆議院議員第五期目当選
- 2009年 自民党政務調査会副会長
- 2012年（平成24年） 衆議院議員第六期目当選
- 2012年 文部科学大臣 教育再生担当大臣
- 2013年（平成25年） 東京オリンピック・パラリンピック担当大臣兼務
- 2014年（平成26年） 文部科学大臣、教育再生担当大臣、東京オリンピック・パラリンピック担当大臣
- 2014年 衆議院議員第七期目当選
- 2014年 文部科学大臣、教育再生担当大臣、 東京オリンピック・パラリンピック担当大臣
- 2015年（平成27年） 自民党総裁特別補佐・特命担当副幹事長
- 2016年（平成28年） 自民党幹事長代行
- 2017年（平成29年） 全日本剣道道場連盟会長
- 2018年（平成30年） 自民党憲法改正推進本部長
- 2019年（令和元年） 自由民主党選挙対策委員長
- 2020年（令和2年）自由民主党政務調査会長

本人プロフィールより。

## 主な所属団体・議員連盟
- 日本ウイグル国会議員連盟
- 日本会議国会議員懇談会（副会長）
- 創生「日本」（副会長）
- 親学推進議員連盟（事務局長）[241]
- 人格教養教育推進議員連盟（会長）[259]
- 天皇陛下御即位二十年奉祝国会議員連盟（副実行委員長）
- 日本教職員組合問題究明議員連盟
- 平和を願い真の国益を考え靖国神社参拝を支持する若手国会議員の会
- 神道政治連盟国会議員懇談会
- 日韓議員連盟
- 例外的に夫婦の別姓を実現させる会
- 日本青少年育成協会（顧問）
- 国際観光産業振興議員連盟（顧問）[260]
- 日本チベット国会議員連盟（会長）[261]
- 日本盆栽協会（会長）[262]
- 教育立国推進協議会（会長）
- 美しい日本の憲法をつくる東京都民の会共同代表[263]
- 全ての女性の安心・安全と女子スポーツの公平性を守る議員連盟（顧問）[264]

## 著書
- 『「塾」そのありのままの姿 : コミュニティ塾創造をめざして』学陽書房、1984年6月25日。ISBN 978-4313650145。NDLJP:12055082。
- 『学校を変える! 教育特区―子供と日本の将来を担えるか』（大村書店）ISBN 978-4756330222（発売日：2003/06）
- 『教育激変―新教育基本法案がめざす「家庭」「学校」「日本」の10年後』（明成社）ISBN 978-4944219421（発売日：2006/04）
- 『下村博文の教育立国論』（河出書房新社）ISBN 978-4309908915（発売日：2010/10/27）
- 『9歳で突然父を亡くし新聞配達少年から文科大臣に』（海竜社）ISBN 978-4759313697（発売日 2014/06/09）
- 『世界を照らす日本のこころ』（IBCパブリッシング）ISBN 978-4-7946-0321-0（発売日 2015/01）
- 『The Culture of JAPAN as a New Global Value 世界を照らす日本のこころ[英文版]』（IBCパブリッシング）ISBN 978-4794603746（発売日:2016/1/28）
- 『教育投資が日本を変える』（PHP研究所）ISBN 978-4569829074（発売日:2016/4/21）
- 『日本の未来を創る「啓育立国」』（アチーブメント出版）ISBN 978-4866430546（発売日:2019/8/18）
- 『GDW興国論 幸福度世界一の国へ』（飛鳥新社）ISBN 978-4864108379（発売日:2021/4/23）

### 共著など
- 『子育て必須マニュアル』（ヒューマン） （発売日:1996/3）
- 『未来を託す男たち』（ぶんか社）ISBN 978-4821106967（発売日:1999/12 ）
- 『若き政治家 下村博文』（河出書房新社）ISBN 978-4309904764（発売日:2001/12/04）
- 『私が総理になったら』（角川書店）（発売日:2002/11）
- 『サッチャー改革に学ぶ教育正常化への道』（PHP研究所）ISBN 978-4569641355（発売日:2005/3/23）
- 『日本人として知っておきたい皇室のこと』（PHP研究所）ISBN 978-4-569-69904-2（発売日:2008/12）
- 『志の力』（アチーブメント出版）ISBN 978-4866430188 （発売日：2017/10）

## 論文
- CiNii収録論文 国立情報学研究所

## 選挙歴
| 当落 | 選挙                     | 執行日         | 年齢 | 選挙区       | 政党         | 得票数     | 得票率 | 定数 | 得票順位 /候補者数 | 政党内比例順位 /政党当選者数 |
| ---- | ------------------------ | -------------- | ---- | ------------ | ------------ | ---------- | ------ | ---- | ------------------ | ---------------------------- |
| 落   | 1985年東京都議会議員選挙 | 1985年7月7日   | 31   | 板橋区選挙区 | 新自由クラブ | ーー票     | ーー   | 5    | 7/                 | /                            |
| 当   | 1989年東京都議会議員選挙 | 1989年7月2日   | 35   | 板橋区選挙区 | 無所属       | ーー票     | ーー   | 5    | 5/                 | /                            |
| 当   | 1993年東京都議会議員選挙 | 1993年6月27日  | 39   | 板橋区選挙区 | 自由民主党   | ーー票     | ーー   | 5    | 5/                 | /                            |
| 当   | 第41回衆議院議員総選挙   | 1996年10月20日 | 42   | 東京都第11区 | 自由民主党   | 6万8321票  | 30.09% | 1    | 1/5                | /                            |
| 当   | 第42回衆議院議員総選挙   | 2000年06月25日 | 46   | 東京都第11区 | 自由民主党   | 9万483票   | 37.76% | 1    | 1/                 | /                            |
| 当   | 第43回衆議院議員総選挙   | 2003年11月09日 | 49   | 東京都第11区 | 自由民主党   | 11万3477票 | 48.95% | 1    | 1/3                | /                            |
| 当   | 第44回衆議院議員総選挙   | 2005年09月11日 | 51   | 東京都第11区 | 自由民主党   | 14万8099票 | 55.02% | 1    | 1/3                | /                            |
| 当   | 第45回衆議院議員総選挙   | 2009年08月30日 | 55   | 東京都第11区 | 自由民主党   | 11万7472票 | 42.38% | 1    | 1/5                | /                            |
| 当   | 第46回衆議院議員総選挙   | 2012年12月16日 | 58   | 東京都第11区 | 自由民主党   | 11万6521票 | 45.48% | 1    | 1/4                | /                            |
| 当   | 第47回衆議院議員総選挙   | 2014年12月14日 | 60   | 東京都第11区 | 自由民主党   | 12万9587票 | 56.06% | 1    | 1/4                | /                            |
| 当   | 第48回衆議院議員総選挙   | 2017年10月22日 | 63   | 東京都第11区 | 自由民主党   | 10万4612票 | 44.90% | 1    | 1/4                | /                            |
| 当   | 第49回衆議院議員総選挙   | 2021年10月31日 | 67   | 東京都第11区 | 自由民主党   | 12万2465票 | 49.98% | 1    | 1/4                | /                            |
| 落   | 第50回衆議院議員総選挙   | 2024年10月27日 | 70   | 東京都第11区 | 無所属       | 5万7275票  | 29.04% | 1    | 2/5                | /                            |